# گرمخانه
گرمخانه به افراد بی‌خانمان، کارتن خواب و آسیب‌دیدگان اجتماع، پناهگاه و غذای رایگان می‌دهد که هزینه‌های آن از راه دولتی یا خدمات گروه‌های اجتماعی تأمین می‌شود. گرمخانه‌ها معمولاً حالت اردوگاهی دارند و تعداد زیادی از افراد بی‌سرپناه را پذیرش می‌کنند. بر اساس قانون، سازمان بهزیستی موظف است افراد بی‌سرپرست، ناتوان، معلول و سالمندان نیازمند را در اماکن مناسب نگهداری کند و تحت آموزش قرار دهد. این سازمان، همچنین باید پوشش‌های حمایتی لازم را تا ایجاد شرایط و زمینه مناسب برای بازگشت آنان به زندگی عادی ایجاد کند. از سال ۱۳۸۳ به دنبال فوت تعدادی از بی‌خانمان‌ها در تهران، شهرداری تهران در پارک‌های المهدی (منطقه۹) و هرندی (منطقه ۱۲) با احداث چادر سرپناه موقت برای این افراد ایجاد کرد. دو سال بعد دو گرمخانه خاوران در منطقه ۱۵ با ظرفیت ۴۰۰ نفر و بهمن در منطقه ۱۶ با ظرفیت ۱۵۰ نفر ساخته شد. نام رسمی گرمخانه در شهرداری تهران مددسرا است. در حال حاضر در همه مناطق ۲۲گانه شهرداری تهران مددسرا فعال است که بی‌خانمان‌ها را پذیرش می‌کند.

## واحد شمارش گرمخانه
واحد شمارش اقامت در گرم‌خانه، نفر شب است.

## متغیرهای اجتماعی سازندهٔ گرمخانه
فشارهای اقتصادی و ناتوانی در تهیه مسکن و اجاره‌بهای بالا، نبود فرصت شغلی یا مشکلات شخصی مانند کم‌مهارتی، اعتیاد یا بیماری‌های روانی یا سابقهٔ سوءرفتار از جمله عوامل مؤثر در ایجاد بی‌خانمان است.

## خدمات گرمخانه‌ها
- خدمات بهداشت عمومی مانند حمام و لباس تمیز
- سه وعده غذایی اصلی؛ صبحانه، ناهار و شام
- اقامت شبانه‌روز در مراکز
- خدمات مددکاری اجتماعی شامل مصاحبه، بازدید از منزل درصورت لزوم، تشخیص مشکل و طرح نقشهٔ کمکی و پیگیری مشکلات اولویت‌دار مددجویان
- اجرای برنامه‌های فرهنگی، هنری برای تقویت روحیه مددجویان
- برنامه‌های آموزشی و بازتوانی با محوریت حرفه‌آموزی برای مددجویان
- دوره‌های آموزشی آشنایی با آسیب‌های اجتماعی
- دوره‌های آموزشی آشنایی با انواع مواد مخدر و عوارض مصرف آن
- دوره‌های آموزشی پیشگیری از ابتلا و شیوع بیماری‌های رفتاری[۷][۸][۹]

### دیگر فعالیت‌ها
- شناسایی و معرفی مددجویان دارای شرایط برای شرکت در برنامه‌های بازتوانی
- قرار دادن فضا و تجهیزات برای برنامه بازتوانی
- هماهنگی و همکاری در اجرای برنامه‌های بازتوانی
- ثبت و ارائه گزارش‌های عملکرد موردی و ماهانه به معاونت حمایت‌های اجتماعی سازمان و مرکز خدمات اجتماعی منطقه
- در اختیار گذاشتن اطلاعات جامعه هدف برای ثبت در سامانه بانک اطلاعات
- همکاری مداوم با نهادهای دولتی، حمایتی و انتظامی برای تعیین تکلیف جامعه هدف
- مکاتبه و برگزاری جلسات همکاری مشترک با نهادهای دولتی و غیردولتی برای تسهیل و هماهنگی فعالیت‌های مشترک
- استفاده از ظرفیت دیگر برنامه‌های سازمان برای اجرای فعالیت‌هایی مانند کار داوطلبانه و مسئولیت‌پذیری اجتماعی، توسعه و ترویج فعالیت سازمان‌های مردم‌نهاد، خیریه‌ها و کانون‌های محلی، توانمندسازی اجتماعات محلی و توسعه کسب و کارهای کوچک
- تهیه محتوای تخصصی در زمینه کاهش آسیب و بازتوانی بی‌خانمانی و ظرفیت مشارکت بخش‌های مختلف دولتی، غیردولتی و مردمی در برنامه
- اطلاع‌رسانی برنامه[۷][۸][۹]

## به روایت آمار
- اسکان شبانه حدود ۵۰۰ هزار نفر در سال ۹۸ در شهر تهران
- تجهیز چهار گرم‌خانه در مناطق ۵، ۸، ۱۲ و ۲۲ ویژه زنان آسیب‌دیده
- راه‌اندازی و تجهیز تعدادی گرم‌خانه ویژه مردان آسیب‌دیده و در معرض آسیب، در مناطق ۱، ۴، ۵، ۶، ۹، ۱۱، ۱۲، ۱۳، ۱۴، ۱۵، ۱۶، ۱۷، ۱۸، ۱۹، ۲۰ و ۲۱[۱۰]

## روند پذیرش در گرمخانه‌ها
افراد از سه طریق در گرم‌خانه‌ها پذیرش می‌شوند:
- خودمعرف
- جذب و شناسایی مددجویان توسط واحدهای فوریتهای خدمات اجتماعی (واحد مددکار شهر)
- معرفی توسط شهروندان ضمن تماس با سامانه 137 (55522322)[۱۱]

## روند افزایش جمعیت گرمخانه‌ها
مردان بیشتر از زنان در گرمخانه‌ها حاضر هستند. نرخ افزایش تعداد مردان نسبت به زنان هم بیشتر است. عددها نشان می‌دهد گشت‌های اجتماعی در دورهٔ ابتدای شیوع کرونا تا ۹۰ درصد جذب بیشتری داشته‌اند. گشت‌های اجتماعی در فروردین ماه ۹۹ نسبت به اسفندماه ۹۸، حدود ۹۰ درصد افزایش جذب داشتند و آمار از حدود ۴ هزار و ۵۰۰ نفر به حدود ۸ هزار و ۴۰۰ نفر رسیده بود. همچنین تماس‌های مردمی در مورد حضور کارتن‌خواب‌ها نسبت به مدت مشابه سال قبل ۴۸ درصد افزایش یافته‌است. میزان پذیرش در فروردین ماه ۹۹ نسبت به مدت مشابه سال گذشته نیز بیش از ۴۸ درصد افزایش داشته‌است.

## رده‌های سنی و جنسیتی در گرمخانه‌ها
در سال ۹۸ تعداد ۴۸۹۲۱۳ مددجو در گرمخانه‌ها پذیرش شده که از این تعداد ۲۴۴۳۹۱ مددجو در گرمخانه‌های منطقه‌ای، ۲۰۱۴۹۰ مددجو در گرمخانه فرامنطقه‌ای و ۴۳۳۳۲ مددجوی زن در گرمخانه زنان پذیرش و از خدمات گرمخانه‌ای بهره‌مند شدند.

## انواع گرمخانه‌ها

### ثابت
شامل گرم‌خانه‌های منطقه‌ای و فرامنطقه‌ای.

### سیار (موقت)
در شب‌های کمتر از چهار درجه سلسیوس شهرداری اتوبوس‌هایی را تجهیز می‌کند تا افراد در همان اتوبوس‌ها اسکان پیدا کنند. گفته می‌شود بی‌خانمان‌ها تمایلی ندارند در شب‌های سرد در محل‌های ثابت اسکان یابند.

#### اتوبوس‌های سیار
اتوبوس‌های سیار در جاهای مختلف شهر تهران، توقف‌های ۲ تا سه ساعته خواهد داشت. بیش از ۴۰ واحد گشت در داخل شهر وجود دارد که تقریباً از ابتدای شب تا صبح روز بعد به صورت مستمر گشت‌زنی کرده و به تماس‌های مردمی با سامانهٔ ۱۳۷ پاسخ می‌دهند.

## سال‌شمار گرمخانه‌ها
- ۱۳۸۳راه‌اندازی دو چادر در پارک‌های المهدی در منطقه ۹ و محله هرندی در منطقه ۱۲
- ۱۳۸۵ اضافه شدن انبار خاوران، زندیان و فتح و سولهٔ ورزشی بهمن
- ۱۳۹۰ کوشش برای راه‌اندازی گرم‌خانه در همه مناطق ۲۲ گانه تهران توسط شهرداری
- ۱۳۹۶ آغاز به کار گرم‌خانه سیار اتوبوس‌های تجهیزشده

### گرمخانه‌های فعال
فعلاً ۲۰ گرمخانه متشکل از ۱۶ گرمخانه مردان با ظرفیت ۱۴۹۰ تخت و ۴ گرمخانه زنان با ظرفیت ۳۱۵ تخت در حال فعالیت است.

#### مددجویان ثابت گرمخانه‌ها
حدود ۷۰ درصد افرادی که در گرمخانه‌ها حضور دارند، مددجوی سابق هستند.

## پذیرش روزانه گرمخانه‌ها
به‌طور متوسط روزانه ۱۳۰۰نفر در گرم‌خانه‌ها پذیرش می‌شوند.

## آمار تلفات افراد بی‌خانمان قبل از احداث گرمخانه‌ها
قبل از راه‌اندازی و ایجاد گرم‌خانه‌ها به‌طور متوسط هر شب در زمستان ۵ الی ۱۰ نفر بی‌خانمان در سرما یخ‌زده و از بین می‌رفتند. این بی‌خانمان‌ها عموماً دچار بیماری‌های ریوی و ضعف‌های جسمی فراوان بوده و به شدت در مقابل بیماری و سرما بی‌دفاع بودند.

## مراجعه‌کنندگان شهرستانی گرمخانه‌ها
حدود ۷۰ درصد از مراجعه‌کنندگان به گرمخانه‌ها از سایر شهرها به تهران آمده‌اند.

## امرار معاش مددجویان گرمخانه‌ها
تنها راه امرار معاش و کسب درآمد اکثر مددجویان گرم‌خانه‌ها، جمع‌آوری ضایعات و زباله‌گردی در سطح شهر است.

## وضعیت اعتیاد بین افراد بی‌خانمان مراجعه‌کننده به گرمخانه‌ها
براساس خوداظهاری‌های ثبت شده افراد، بیش از ۶۰ درصد مردان و کمتر از ۵۰ درصد زنان در گرمخانه‌ها سابقه اعتیاد یا مصرف مواد مخدر داشته‌اند.

## مددکاران گرمخانه‌ها
اکنون، در ۲۰ گرم‌خانه فعال در سطح شهر، تعداد ۱۳۰ پرسنل اعم از (‏مددکار، مددیار، بهیار، پزشک و ماما) مطابق با شرح خدمات ارائه‌شده در این مراکز، به صورت شیفتی کار می‌کنند.

## خدمات ارائه‌شده در گرمخانه‌ها
مدیرعامل سازمان رفاه شهرداری تهران با اشاره به اینکه با گذشت بیش از ۱۰ ماه از شیوع کرونا در کشور آمار ابتلای مددجویان در گرم‌خانه‌ها همچنان صفر است، گفت: 
روزی ۱۳۰۰ نفر در گرم‌خانه‌ها پذیرش می‌شوند. ما از لحاظ ارائهٔ خدمات به افراد بی‌خانمان، به‌طور کلی فصول سال را به دو بخش فصل‌های گرم و سرد تقسیم‌بندی می‌کنیم که از خرداد تا انتهای مهر فصل گرم و از آبان تا انتهای اردیبهشت، فصل سرد در نظر گرفته می‌شود و بیشترین میزان مراجعه و پذیرش افراد بی‌خانمان در مددسراها (گرم‌خانه‌ها) مربوط به مدت زمان ابتدای آبان تا انتهای اردیبهشت است. عموماً سیر صعودی پذیرش ما از ماه مهر آغاز می‌شود. در حال حاضر ۱۷۵۰ نفر از مددسرا یا گرمخانه‌های پایتخت استفاده می‌کنند که اگر ظرفیت دو سامانسرای خاورشهر و لویزان را هم به آن اضافه کنیم، به ۱۹۰۰ نفر از افراد بی‌خانمان، توسط شهرداری حمایت و خدمات لازم ارائه می‌شود.

## کرونا و ضدعفونی کردن گرمخانه‌ها
تعداد ۲۴ گرم‌خانه و سامانسرا در پایتخت فعالیت می‌کنند و تمامی گرمخانه‌ها روزانه سه بار ضدعفونی می‌شوند و تاکنون هیچ موردی از ابتلا به بیماری کرونا در این مراکز گزارش نشده‌است. تعداد قابل ملاحظه‌ای از افراد بی‌خانمان که در گرم‌خانه‌ها پذیرش می‌شوند، از افراد ثابت گرم‌خانه‌ها هستند و به‌طور مداوم به گرم‌خانه‌ها مراجعه می‌کنند. ولی برخی از مراجعه‌کنندگان تنها یکبار و آن هم در فواصل نامنظم به گرم‌خانه‌ها مراجعه می‌کنند، که احتمال ابتلا به کرونا در میان آنها وجود دارد.

### فاصله‌گذاری اجتماعی در گرمخانه‌ها
مالک حسینی، سرپرست سازمان رفاه و خدمات اجتماعی شهرداری تهران، در پاسخ به انتقاداتی مبنی بر عدم رعایت فاصله‌گذاری اجتماعی در گرم‌خانه‌های پایتخت گفت:
در حال حاضر بیش از ۲۳۰۰ نفر از افراد کارتن‌خواب در گرم‌خانه‌های تهران پذیرش می‌شوند که این عدد حتی از پیک زمستان نیز بیشتر است و حالا اگر بخواهیم با توجه به محدودیت فضا در گرم‌خانه‌ها، فاصله‌گذاری اجتماعی را نیز رعایت کنیم و بین هر فرد حداقل ۱٫۵ متر فاصله باشد، باید از این ۲۳۰۰ نفری که در مجموعه‌های ما مستقر هستند، دست کم ۱۷۰۰ نفر را پذیرش نکنیم، اما تصمیم گرفته شده که دستورالعمل‌های بهداشتی را جدی‌تر پیگیری کنیم، به‌گونه‌ای که روزی بیش از ۳ مرتبه گرم‌خانه‌ها ضدعفونی می‌شوند و ماسک میان افراد پخش شده‌است و آموزش‌های بهداشتی نیز مدام به آنها داده می‌شود.

## آدرس گرمخانه‌های تهران
- منطقهٔ ۱؛ بزرگراه ارتش، خیابان ازگل، خیابان گلچین شمالی، خیابان صدرنژاد.
- منطقهٔ ۴؛ بزرگراه شهید زین‌الدین، خیابان وفادار به سمت حکیمیه، میدان چمن‌آرا، کوچهٔ مبین علی، پلاک ۲۱.
- منطقهٔ ۵؛ (ویژهٔ آقایان)؛ اشرفی اصفهانی، چهار دیواری، خیابان نفت ۱۷، دست چپ انتهای نفت ۱۹، خیابان قدس، پلاک ۹.
- منطقهٔ ۵؛ (ویژهٔ بانوان)؛ اشرفی اصفهانی-چهار دیواری-خیابان نفت ۵۷-دست چپ انتهای نفت۱۹- خیابان قدس.
- منطقهٔ ۶؛ اتوبان حکیم غرب به شرق، بعد از تونل رسالت، ۳۰۰ متر جلوتر خروجی خاکی.
- منطقهٔ ۸؛ اتوبان شهید باقری، تقاطع خیابان گلبرگ، بوستان یاسمن.
- منطقهٔ ۹؛ بزرگراه فتح، بعد از پل شیر پاستوریزه، جنب پل کن، خیابان فتح ۲۹/۱
- منطقهٔ ۱۲؛ (ویژهٔ مردان)؛ میدان شوش، خیابان ری، بعد از پل گاز، کوچه طاهری کاشانی، پلاک۱۱.
- منطقهٔ ۱۲؛ (ویژهٔ مردان)؛ میدان شوش، خیابان ری، خیابان انبار گندم، پشت سوله بحران، ابتدای پارک شوش.
- منطقهٔ ۱۳؛ اتوبان شهید دوران، بعد از پمپ گاز، روبه روی پلیس راهور، جنب اتوبان یاسینی.
- منطقهٔ ۱۴؛ اتوبان امام علی (ع)، خیابان پاسدار گمنام، نرسیده به میدان امام حسن مجتبی (ع)، انتهای خیابان صالحی.
- منطقهٔ ۱۵؛ (گرم‌خانهٔ خاوران)؛ اتوبان امام رضا (ع)، بعد از میدان آقانور، لاین کندرو، بعد از شهرک رضویه، جنب اتوپارک ایلام.
- منطقهٔ ۱۷؛ میدان بهاران، انتهای بلوار رادمردان، دست چپ، جنب ترمینال شرکت واحد.
- منطقهٔ ۱۸؛ اتوبان آیت‌الله سعیدی، بعد از ایستگاه مترو نعمت‌آباد، خیابان نامدار، جنب پمپ گاز و اسکان کارگری ناحیه ۲.
- منطقهٔ ۱۹؛ اتوبان آزادگان شرق به غرب، خروجی اتوبان کاظمی، ابتدای کاظمی، سمت راست گرمخانه منطقهٔ ۱۹.
- منطقهٔ ۲۰؛ خیابان فداییان اسلام، خیابان مختاری.
- منطقهٔ ۲۱؛ شهرک استقلال، خیابان عبیدی، خیابان جلالی، انتهای بلوار عرفانی.
- منطقهٔ ۲۲؛ اتوبان تهران- کرج، کیلومتر ۱۴، خروجی پیکان شهر، ضلع شرقی ایستگاه مترو ایران خودرو، مددسرای چیتگر (بانوان).[۲۱]

## بیماری‌های موجود در گرمخانه‌ها
مدیر ساماندهی آسیب دیدگان اجتماعی شهرداری تهران در خصوص بیماری‌هایی که در این گرمخانه‌ها وجود دارد، گفت: 
بیماری ایدز و هپاتیت را برخی مراجعه کنندگان دارند ولی درصد آنان کم است و آنقدر زیاد نیست. کهولت سن و دیابت و… نیز در برخی از این افراد دیده می‌شود.

## بازتاب اقدامات سازمان رفاه، خدمات و مشارکت‌های اجتماعی شهرداری تهران در سایت متروپلیس
در متن منتشرشده بر روی سایت متروپلیس، فعالیت‌ها در دو بخش ارایه خدمت به بی‌خانمان‌ها و کودکان کار درج شده‌است.
از مهمترین نکات اساسی برای مقابله با کرونا در محیط‌های کاری رعایت فاصله فیزیکی کارمندان و کارکنان در محل خدمت است. بدین منظور که از جمع شدن غیر ضروری کارمندان پرهیز شود. در صورت ممکن هم جلسه‌هایی به صورت ویدیو کنفرانس برگزار شوند.

### اقدامات متقابل برای شهروندان بی‌خانمان
دربارهٔ فاصله‌گذاری‌های اجتماعی در سطح شهر و به‌خصوص برای افراد بی‌خانمان باید اقدامات متقابل آموزشی و بهداشت شخصی برای پناهگاه‌ها مانند: شست‌وشوی دست، تشخیص علائم اجتماعی، محافظت از کارکنان و مناطق مشترک انجام شود که در مراکز خدمات اجتماعی شهرداری تهران به خوبی رعایت شده‌است.
1. اجرای برنامه‌های محافظتی برای کارمندان و مددجویان
2. معاینه روزانه و بررسی علائم در افراد
3. اعمال سیاست دورکاری برای برخی از پرسنل
4. مدیریت و جداسازی موارد مشکوک
5. ایجاد اتاق‌های ایزوله برای بیماران مشکوک به کرونا و ارائه دستورالعمل‌ها و برنامه‌هایی برای استفاده از مناطق مشترک بهداشت محیط
6. ضد عفونی روزانه مراکز
7. تعبیه اتاق‌های جدا شده برای کنترل ارتباطات فیزیکی
8. طراحی و استفاده از تابلوهای اعلانات، پوسترها، بروشورهای تبلیغاتی برای افراد، آموزش حمل و نقل ایجاد فاصله بین مشتری
9. امکان انتقال آنها به مراکز اقامتی برگزاری دوره‌های آموزش مراقبت از خود برای کارکنان و مراجعان برای تشخیص علائم
10. تنظیم زمان صرف غذا، اجتناب از وعده‌های غذایی بدون هماهنگی و تهیه و توزیع مواد بهداشتی حمام و حمام کردن برای جلوگیری از بروز بیماری، ایجاد دسترسی مناسی برای استفاده از سرویس‌های بهداشتی و استحمام امن، رعایت فاصله فیزیکی برای خواب با ایجاد فاصله مناسب برای تختخواب‌ها.[۲۳]

## یادکردها
1. ↑  http://fararu.com/fa/news/239058/روایتی-دردناک-از-کودکان-بخوری
2. ↑  http://fararu.com/fa/news/296994/چطور-در-این-شب‌ها-به-کارتن‌خواب‌ها-کمک-کنیم
3. ↑  «مددسرای خاوران». Doorbin.Net. ۲۰۱۹-۱۲-۰۵. دریافت‌شده در ۲۰۲۱-۰۵-۰۲.
4. ↑  2296 (۲۰۱۹-۱۰-۲۵). «نشانی ۲۲ گرمخانه شهرداری تهران اعلام شد». ایرنا. دریافت‌شده در ۲۰۲۱-۰۵-۰۲.
5. ↑  «وضعیت کرونا در گرمخانه‌های تهران همچنان سفید است». خبرگزاری مهر | اخبار ایران و جهان | Mehr News Agency. ۲۰۲۰-۱۱-۲۹. دریافت‌شده در ۲۰۲۱-۰۵-۲۴.
6. ↑  نادر, سالارزاده امیری; بختیار, محمدی (1388-01-01). "بررسی عوامل اجتماعی ـ اقتصادی مؤثر بر بی خانمانی بی خانمان‌های شهر تهران". 1 (1): 93–110. {{cite journal}}: Cite journal requires |journal= (help); Check date values in: |date= (help)
7. 1 2 3  «گزارش سال 98 شهرداری تهران» (PDF). بایگانی‌شده از اصلی (PDF) در ۲۴ مه ۲۰۲۱. دریافت‌شده در ۲۴ مه ۲۰۲۱.
8. 1 2 3 4  «جزئیات ارائه خدمات به بی‌خانمان‌های پایتخت». مشرق نیوز. ۲۰۲۰-۱۲-۲۶. دریافت‌شده در ۲۰۲۱-۰۵-۲۴.
9. 1 2 3  «ارائه خدمات به بی‌خانمان‌ها».
10. 1 2  «۱۰۴ نفر از چرخه کارتن‌خوابی در سال گذشته خارج شدند | اقتصاد آنلاین». www.eghtesadonline.com. دریافت‌شده در ۲۰۲۱-۰۵-۲۴.
11. ↑  «زنان بی‌سرپناه چگونه در گرمخانه‌ها پذیرش می‌شوند؟ | با ۱۳۷ تماس بگیرید». همشهری آنلاین. ۲۰۱۹-۱۲-۲۴. دریافت‌شده در ۲۰۲۱-۰۵-۲۴.
12. ↑  «زمان از بین رفتن کرونا هنوز معلوم نیست/ ۵۳ مورد مشکوک به کرونا در گرمخانه‌های پایتخت/ رشد ۴۸ درصدی پذیرش افراد بی‌خانمان - ایلنا».
13. ↑  یادکرد خالی (کمک)
14. ↑  «رکورد پذیرش بی‌خانمان‌ها در گرمخانه‌ها شکست».
15. ↑  «بی‌خانمان‌ها جز گرمخانه به ساماندهی، نگهداری و درمان احتیاج دارند/ ترک 150 باره اعتیاد در بین بی‌خانمان‌ها به علت عدم مراقبت‌های پس از درمان». خبرگزاری برنا. دریافت‌شده در ۲۰۲۱-۰۵-۲۴.
16. ↑  «70 درصد از مراجعان به گرمخانه‌های تهران مهاجرند». ایسنا. ۲۰۱۹-۰۴-۰۸. دریافت‌شده در ۲۰۲۱-۰۵-۲۴.
17. ↑  «چالش‌های گرم‌خانه‌ها».
18. ↑  «گرمخانه‌ها پایش سلامت ندارند/ ۴۰ درصد زنان مراجعه کننده به گرمخانه‌ها معتاد نیستند». ایسنا. ۲۰۲۱-۰۳-۰۲. دریافت‌شده در ۲۰۲۱-۰۵-۲۴.
19. ↑  «گرمخانه‌ها روزانه سه بار ضدعفونی می‌شوند». خبرگزاری برنا. دریافت‌شده در ۲۰۲۱-۰۵-۲۴.
20. ↑  «عدم ابتلای مددجویان گرمخانه‌های پایتخت به کرونا /در گرمخانه‌ها به روی بی‌خانمان‌ها باز است». ایسنا. ۲۰۲۰-۰۴-۱۱. دریافت‌شده در ۲۰۲۱-۰۵-۲۴.
21. ↑  2296 (۲۰۱۹-۱۰-۲۵). «نشانی ۲۲ گرمخانه شهرداری تهران اعلام شد». ایرنا. دریافت‌شده در ۲۰۲۱-۰۵-۲۴.
22. ↑  «در گرمخانه زنان تهران چه می‌گذرد؟». خبرگزاری برنا. دریافت‌شده در ۲۰۲۱-۰۵-۲۴.
23. ↑  «بازتاب اقدامات سازمان رفاه، خدمات و مشارکت‌های اجتماعی شهرداری تهران در سایت متروپلیس». shahr.ir.